# Leo Nocentelli

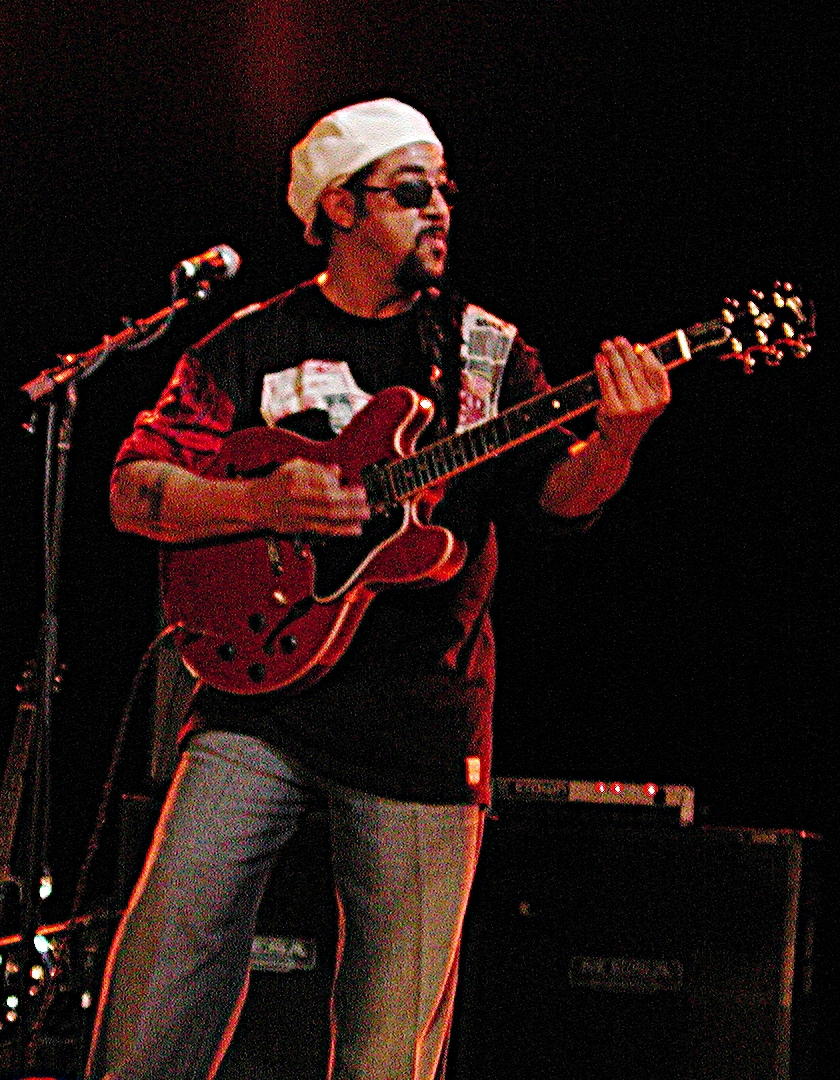
Leo Nocentelli, 2006

Leo Nocentelli (* 15. Juni 1946 in New Orleans) ist ein amerikanischer Musiker (Gesang, Gitarre) und Songwriter, der vor allem als Gründungsmitglied und Sologitarrist der Funkband The Meters bekannt wurde.

## Leben und Wirken
Nocentelli spielte früh Ukulele und begann mit zwölf Jahren Gitarre zu spielen. Er begeisterte sich für Jazz und wurde von den Jazzgitarristen Charlie Christian, Barney Kessel, Johnny Smith und Kenny Burrell beeinflusst. Mit 14 Jahren unterstützte er namhafte Musiker wie Otis Redding und Clyde McPhatter. Er schloss sich den Hawketts an und entwickelte sich einen Ruf als Gitarrist. Im Alter von 17 Jahren arbeitete er für Motown-Acts, darunter The Supremes, The Temptations und The Spinners.
1964 wurde Nocentelli eingezogen und diente zwei Jahre in der Armee. Nach dem Wehrdienst trat er der Band von Art Neville bei, den zunächst siebenköpfigen Neville Sounds, die 1968 als Meters mit der Veröffentlichung seines Titels Cissy Strut überregional Erfolg hatten. Als Songwriter und Produzent wurde er von Allen Toussaint beeinflusst. Als Studiomusiker und Produzent unterstützte er so unterschiedliche Künstler wie Dr. John, Robert Palmer, Albert King, Etta James, Joe Cocker, Earl King, Chris Kenner und Betty Harris, später auch Peter Gabriel, Lee Dorsey und Patti LaBelle. Seine Songs wurden auch von Z.Z. Hill, Grateful Dead oder George Duke interpretiert. In den frühen achtziger Jahren tourte er mit Jimmy Buffett.
Nocentelli zog 1982 nach Los Angeles und bildete ein Duo mit George Porter; auch trat er mit den Funky Meters auf. 1997 entstand das Live-Album Nocentelli: Live in San Francisco. Daneben arbeitete er in verschiedenen Formationen um Kip Hanrahan, mit denen er auch in Europa tourte. Zudem entstanden Bands, die an das Repertoire der Meters anknüpften: Bei den Meter Men spielte Nocentelli mit Porter und Ziggy Modeliste sowie Page McConnell. Die Meters Experience waren Quartettbesetzungen, in denen Nocentelli mit Bernie Worrell, Bill Dickens, Oteil Burbridge, Al Di Meola, Jason Crosby, George Laks, Albert Margolis, Jamal Batiste, Ricky Cortez oder Felix Pollard arbeitete. Er ist auch auf Alben von The Manhattan Transfer, Stevie Wonder, Bonnie Raitt und Sting zu hören. Mit den weiteren Mitgliedern der Meters erhielt er 2018 den Grammy Lifetime Achievement Award.

## Diskographische Hinweise
- Nocentelli: Live in San Francisco (DJM, 1997)
- Rhythm & Rhymes Part 1 (TLB, 2009)
- The Secrets of Funk: Using it and Fusing it! (2003)